# جدول آلبوم‌های ایرلند
جدول آلبوم‌های ایرلند (به انگلیسی: Irish Albums Chart) جدول صنعت موسیقی استاندارد آلبوم‌های جمهوری ایرلند است که جدول ضبط هفتگی صادرشده توسط انجمن صنعت ضبط ایرلند است.